# نیکل کرومات
نیکل کرومات (به انگلیسی: Nickel chromate) با فرمول شیمیایی NiCrO۴ یک ترکیب شیمیایی است که جرم مولی آن ۱۷۴٫۷۱ g/mol می‌باشد. شکل ظاهری این ترکیب، بلورهای قهوه‌ای و قرمز است.